# La Castellana (Caracas)
La Castellana es una urbanización y un sector situado en el Municipio Chacao al este de Caracas en el norte Venezuela y un importante foco financiero, comercial, turístico y cultural dentro de la ciudad. Tiene una superficie aproximada de 98 hectáreas (0,987 kilómetros cuadrados).

## Características
En la Castellana se encuentran numerosos hoteles, entre los que destacan el "Hotel Renaissance La Castellana", el Hotel Cayena, el "The Vip Lounge Caracas" y próximamente "ME" by Melia. Este sector capitalino también es conocido por albergar algunos de los restaurantes más costosos de la ciudad y uno de los centros comerciales más exclusivos; el Centro San Ignacio, un complejo arquitectónico de uso mixto, de oficinas y comercial donde se encuentran algunos de los locales nocturnos preferidos por la clase media venezolana. Guarda una similitud en su concepto y target con el Paseo de la Castellana de Madrid. En esta urbanización también se encuentra la Torre Digitel, sede de Bancaribe y la embajada de Japón.
Limita al norte con el Parque nacional El Ávila, al sur con la Población Chacao (Pueblo de Chacao), al este con la urbanización Altamira y al oeste con las urbanizaciones Campo Alegre y el Caracas Country Club.
Posee acceso a la Avenida Boyacá a través de la Avenida Eugenio Mendoza.
Actualmente están en construcción en la avenida Francisco de Miranda dos proyectos de gran envergadura; el Paseo La Castellana y El Recreo de La Castellana, ambos complejos contarán con torres de oficinas, centros hoteleros, residenciales y comerciales. 
Esta urbanización alberga las embajadas en Venezuela de Alemania, España, Reino Unido, Portugal, Ecuador, Brasil, Suiza, Honduras y Japón.